# Homem Invisível
Invisible Man (em português: "Homem Invisível") é um livro escrito pelo romancista estadunidense Ralph Ellison, publicado pela Random House em 1952, sobre um afro-americano cuja cor lhe dava invisibilidade. O livro aborda vários temas sociais e intelectuais que a comunidade negra nos Estados Unidos enfrentava no começo do século XX, incluindo racismo, nacionalismo negro, a relação entre a identidade negra e o marxismo, e as políticas reformistas raciais de Booker T. Washington, além de assuntos como individualismo e identidade pessoal.
"Homem Invisível" venceu o prêmio National Book Award for Fiction em 1953.
Em 1998, a editora Modern Library colocou o livro da sua lista dos "100 melhores romances em língua inglesa do século XX". A revista Time também incluiu este livro na sua lista dos "100 melhores romances em língua inglesa de 1923 até 2005".
O crítico literário Orville Prescott do The New York Times descreveu o livro como "o trabalho de ficção mais impressionante feito por um negro americano que eu já li” e completou dizendo que refletia a "aparência de um escritor ricamente talentoso".

## Prêmios
- 1953 - National Book Award[2]
- 1992 - Anisfield-Wolf Book Award[6]